# Principen om lojalt samarbete
Principen om lojalt samarbete, eller lojalitetsprincipen, innebär att Europeiska unionen och dess medlemsstater måste samarbeta lojalt. Enligt principen måste medlemsstaterna vidta alla lämpliga åtgärder som är nödvändiga för att fullgöra sina skyldigheter enligt unionsrätten.
Principen om lojalt samarbete infördes genom Romfördraget, som trädde i kraft den 1 januari 1958, men har senare omformulerats och utvidgats något. Bestämmelserna om principen återfinns i artikel 4 i fördraget om Europeiska unionen:
| ”                                                                                       | Enligt principen om lojalt samarbete ska unionen och medlemsstaterna respektera och bistå varandra när de fullgör de uppgifter som följer av fördragen. Medlemsstaterna ska vidta alla lämpliga åtgärder, både allmänna och särskilda, för att säkerställa att de skyldigheter fullgörs som följer av fördragen eller av unionens institutioners akter. Medlemsstaterna ska hjälpa unionen att fullgöra sina uppgifter, och de ska avstå från varje åtgärd som kan äventyra fullgörandet av unionens mål. | „ |
| – Artikel 4.3 i fördraget om Europeiska unionen efter Lissabonfördragets ikraftträdande | |   |

Principen kan ses som ett uttryck för principen pacta sunt servanda i internationell rätt. Principen om lojalt samarbete har i flera fall legat till grund för EU-domstolen i utvecklandet av dess rättspraxis.